# 申訴專員 (葡萄牙)
申訴專員（葡萄牙語：Provedor de Justiça）的職位於1975年在葡萄牙設立，為國務委員會當然成員。
1971年，馮偉高等人受其他地方申訴專員（ombudsman）職位啟發，提出了設立葡萄牙申訴專員的設想，旨在捍衛公民權利。
1974年4月25日，該設想得以實現。申訴專員的職能及職責由《葡萄牙共和國憲法》第二十三條訂明。
卞民狄曾任該職位。現任申訴專員Maria Lúcia Amaral於2017年11月2日上任。

## 職能及職責
《葡萄牙共和國憲法》第二十三條訂定：
一、公民得就公權機關之作為或不作為，向申訴專員投訴，而申訴專員得對該等投訴加以審議，並向有權限機關提出必要之勸告，以防止或糾正不公正情事，但無決定權。
二、申訴專員之活動，獨立於憲法及法律規定之訴訟形式與非司法形式。
三、申訴專員為一獨立機關，其據位人由共和國議會指定。

四、公共行政當局之機關及其服務人員應與申訴專員合作，以便其能完成任務。

## 外部連結
- Sítio oficial da Provedoria de Justiça （页面存档备份，存于）（葡萄牙語）
- 《葡萄牙共和國憲法》第二十三條 （页面存档备份，存于）（中文）